# Pavlo Beznosiuk
Pavlo Beznosiuk (* 4. Juli 1960 in Sheffield) ist ein britischer Violinist und Dirigent, der sich schwerpunktmäßig der historischen Aufführungspraxis widmet.

## Leben und Wirken
Der Sohn ukrainisch-irischer Eltern ist einer der namhaften Interpreten auf dem Gebiet der Alten Musik, sowohl als Solist, Kammermusiker und Konzertmeister. Er spielt neben der Barockvioline und der modernen Violine eine Vielzahl von Streichinstrumenten, so die Viola d’amore, Renaissance-Violine, Viola und mittelalterliche Vorläufer der Violinfamilie und Fideln.
Er trat mit vielen bekannten Ensembles von Weltrang in Erscheinung, wie dem „Parley of Instruments“, dem Amsterdam Baroque Orchestra, dem „Beethoven String Trio of London“, der „Hanover Band“, dem „New London Consort“ und dem „Orchestra of the Age of Enlightenment“, dem polnischen Ensemble „L’Arte dei Suonatori“ oder „Le Parlement de Musique“ aus Frankreich, er ist seit Mitte der 1980er Jahre Mitglied der Academy of Ancient Music, seit mehreren Jahren deren Konzertmeister, auch leitet er gelegentlich die Academy.
Beznosiuk ist musikalischer Leiter des „Avison Ensemble“, mit dem er Werkesammlungen von Charles Avison, Antonio Vivaldi oder Arcangelo Corelli einspielte. 2003 spielte er Heinrich Ignaz Franz Bibers Rosenkranzsonaten ein.
Pavlo Beznosiuk lehrt Barockvioline an der Guildhall School of Music and Drama, an der Royal Academy of Music und am Koninklijk Conservatorium Den Haag. Seine Schwester Lisa Beznosiuk lehrt historische Traversflöte an der Royal Academy of Music und am Royal College of Music.